# Norbert Trieloff
Norbert Trieloff (ur. 24 sierpnia 1957 w Rostocku) – piłkarz niemiecki grający na pozycji pomocnika. W swojej karierze rozegrał 18 meczów w reprezentacji Niemieckiej Republiki Demokratycznej.

## Kariera klubowa
Swoją karierę piłkarską Trieloff rozpoczął w klubie Dynamo Berlin. W 1974 roku został zawodnikiem pierwszego zespołu i w sezonie 1974/1975 zadebiutował w jego barwach w DDR-Oberlidze. Wraz z zespołem z Berlina wywalczył dziewięć tytułów mistrza Niemieckiej Republiki Demokratycznej w sezonach 1978/1979, 1979/1980, 1980/1981, 1981/1982, 1982/1983, 1983/1984, 1984/1985, 1985/1986 i 1986/1987. W zespole Dynama występował do końca sezonu 1986/1987.
W 1987 roku Trieloff przeszedł do innego berlińskiego klubu, Unionu. Występował w nim przez dwa lata. Po sezonie 1988/1989 zakończył swoją karierę w wieku 32 lat.
| Sezon   | Klub          | Kraj | Rozgrywki    | Mecze | Bramki |
| ------- | ------------- | ---- | ------------ | ----- | ------ |
| 1974/75 | Dynamo Berlin | NRD  | DDR-Oberliga | 3     | 0      |
| 1975/76 | Dynamo Berlin | NRD  | DDR-Oberliga | 11    | 0      |
| 1976/77 | Dynamo Berlin | NRD  | DDR-Oberliga | 8     | 0      |
| 1977/78 | Dynamo Berlin | NRD  | DDR-Oberliga | 26    | 0      |
| 1978/79 | Dynamo Berlin | NRD  | DDR-Oberliga | 26    | 0      |
| 1979/80 | Dynamo Berlin | NRD  | DDR-Oberliga | 26    | 2      |
| 1980/81 | Dynamo Berlin | NRD  | DDR-Oberliga | 26    | 4      |
| 1981/82 | Dynamo Berlin | NRD  | DDR-Oberliga | 26    | 1      |
| 1982/83 | Dynamo Berlin | NRD  | DDR-Oberliga | 25    | 1      |
| 1983/84 | Dynamo Berlin | NRD  | DDR-Oberliga | 16    | 3      |
| 1984/85 | Dynamo Berlin | NRD  | DDR-Oberliga | 26    | 1      |
| 1985/86 | Dynamo Berlin | NRD  | DDR-Oberliga | 17    | 1      |
| 1986/87 | Dynamo Berlin | NRD  | DDR-Oberliga | 10    | 0      |
| 1987/88 | Union Berlin  | NRD  | DDR-Oberliga | ?     | ?      |
| 1988/89 | Union Berlin  | NRD  | DDR-Oberliga | ?     | ?      |

## Kariera reprezentacyjna
W reprezentacji Niemieckiej Republiki Demokratycznej Trieloff zadebiutował 19 listopada 1980 roku w wygranym 2:0 towarzyskim meczu z Węgrami, rozegranym w Halle. W 1980 roku zdobył srebrny medal na Igrzyskach Olimpijskich w Moskwie. W kadrze narodowej od 1980 do 1984 roku rozegrał 18 spotkań.